# Huberodendron patinoi
Huberodendron patinoi är en malvaväxtart som beskrevs av José Cuatrecasas. Huberodendron patinoi ingår i släktet Huberodendron och familjen malvaväxter. Inga underarter finns listade i Catalogue of Life.